# Nicolas de Mecklembourg-Rostock
Nicolas de Mecklembourg-Rostock, surnommé l'Enfant (en allemand das Kind) (né vers 1272 – 25 novembre 1314) il est membre de la maison de Mecklenburg. Il est corégent de Rostock de 1282 à 1284, puis seul souverain de 1284 à 1312.

## Biographie
Nicolas est le plus jeune fils de Valdemar et de son épouse Agnès de Holstein-Kiel. Ses frères aînés Jean et Henri IV Borwin meurent avant 1285 et il devient le seul souverain placé au début sous la régence de sa mère.
Nicolas l'Enfant, considéré comme mineur jusqu'en 1291, est un prince faible en butte aux ambitions de la lignée de Mecklembourg-Werle et à l'ingérence du duc Henri II de Mecklembourg qui tous veulent annexer Rostock. Il doit se placer en 1300 sous la protection et la suzeraineté du roi Éric IV de Danemark qui défend avec succès Rostock, mais écarte Nicolas du pouvoir et conserve la ville de Rostock pour lui-même.
En 1311 Henri II de Mecklembourg tente de s'emparer de la cité de Rostock. Il y parvient le 15 décembre 1312. Mettant fin de facto à la souveraineté de Nicolas qui meurt le 25 novembre 1314. Nicolas est inhumé dans l'église des Dominicains du monastère Saint-Jean à Rostock et la seigneurie de Rostock revient initialement au Danemark.
À la suite d'un autre conflit entre le royaume de Danemark et le Mecklembourg, Henri II conquiert le reste des domaines de la seigneurie de Rostock. Lors du traité de paix signé entre Henri II et le roi Christophe II de Danemark le 21 mai 1323, Henri II reçoit les dernières possessions de la seigneurie de Rostock, Gnoien et Schwaan comme fiefs héréditaires du Danemark. Rostock cesse alors définitivement d'exister comme principauté autonome.

## Union et postérité
Nicolas s'est engagé dans divers projets de mariage. D'abord avec Euphémia, la fille du comte Günther de Lindow.  Sur l'insistance d'Henri II de Mecklenbourg, il renonce à cette union avec Euphemia et se retrouve fiancé avec la belle-sœur d'Henri II, Marguerite de Brandebourg la fille du Margrave Albert III de Brandebourg et veuve du roi de Pologne Przemysl II. Le contrat est rompu en 1299 et avant novembre 1299, Nicolas épouse finalement  Marguerite (née vers 1286/88- morte avant le 25 juillet 1334), la fille du duc Boguslaw IV de Poméranie-Wolgast. Ils ont une fille unique :
- Elisabeth, qui épouse le 16 février 1317 le comte Christian d'Oldenburg-Delmenhorst.

Après sa mort, sa veuve se remarie, entre (1316/1324], après avoir obtenu une dispense du pape à Avignon le 12 novembre 1324, avec le duc Piast  de Silésie Jean de Ścinawa.